# Linjasalmenneva
Linjasalmenneva este o arie protejată (arie specială de conservare — SAC, sit de importanță comunitară — SCI) din Finlanda întinsă pe o suprafață de 2.656 ha, integral pe uscat.

## Localizare
Centrul sitului Linjasalmenneva este situat la coordonatele 63°24′31″N 24°35′53″E / 63.4086°N 24.5981°E.

## Înființare
Situl Linjasalmenneva a fost declarat sit de importanță comunitară în august 1998 pentru a proteja 2 specii de animale. Situl a fost protejat și ca arie specială de conservare în aprilie 2015.

## Biodiversitate
Situată în ecoregiunea boreală, aria protejată conține 10 habitate naturale: Lacuri și iazuri distrofice naturale, Cursuri de apă de la nivel de câmpie la nivel montan, cu vegetație Ranunculion fluitantis și Callitricho-Batrachion, Turbării active, Mlaștini turboase de tranziție și turbării mișcătoare, Izvoare fino-scandinave și mlaștini produse de izvoare bogate în minerale, Mlaștini alcaline, Turbării Aapa, Taiga vestică, Păduri caducifoliate de mlaștină fino-scandinave, Mlaștini împădurite.
La baza desemnării sitului se află mai multe specii protejate de  mamifere (2): vidră de râu (Lutra lutra), Rangifer tarandus fennicus.
Pe lângă speciile protejate, pe teritoriul sitului au mai fost identificate 11 specii de plante, 11 specii de păsări, 1 specie de pești.